# Abraham Berner
Pour les articles homonymes, voir Berner.
Abraham Berner est un orfèvre actif à Strasbourg au XVIe siècle.

## Biographie
Venu d'Augsbourg, il s'installe à Strasbourg où il est reçu maître en 1547.
On sait qu'il meurt avant 1571, année du remariage de sa veuve avec l'orfèvre Joachim Vogel, maître la même année.
Berner est l'ancêtre d'une lignée d'orfèvres. En 1609, son fils Abraham Berner, également orfèvre, épouse Esther Spengler à l'Église protestante Saint-Pierre-le-Jeune de Strasbourg. En 1617 le couple acquiert une maison au 20, Grande rue de la Grange, qui sera démolie en 1912 lors de la Grande-Percée.

## Œuvre

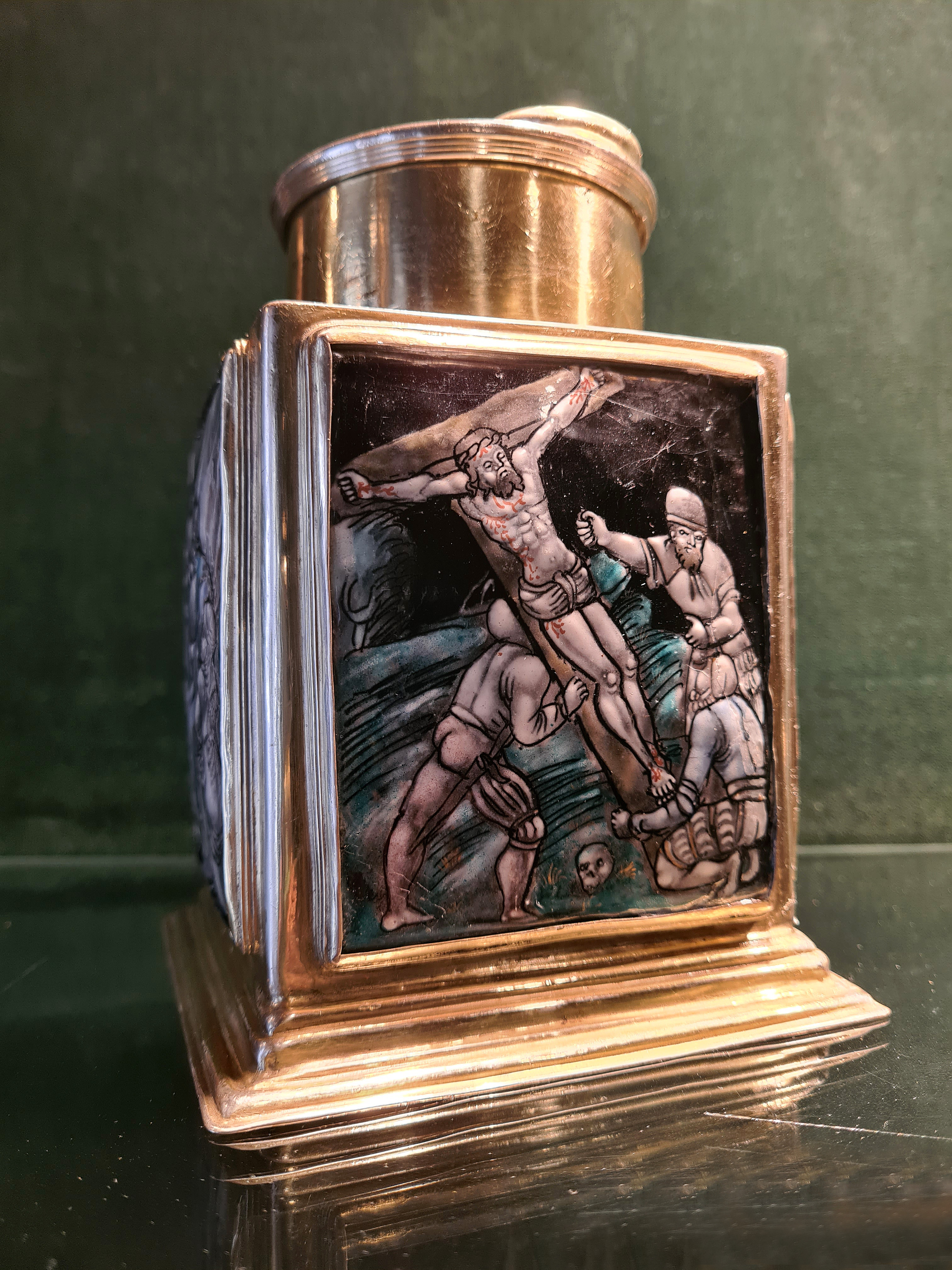
Boîte à hosties (La Crucifixion).

Pour son poinçon, Abraham Berner utilise ses initiales ligaturées, « AB », sous une croix dans un écu décoré,.
Le musée de l'Œuvre Notre-Dame de Strasbourg conserve une boîte à hosties antérieure à 1567. En vermeil, cette boîte quadrangulaire haute repose sur une base débordante moulurée. Des rinceaux végétaux sont gravés sur la partie supérieure de la boîte. Un couvercle mouluré, auquel est fixée une poignée de préhension mobile, se visse sur un haut col cylindrique. Dans un cadre également mouluré, des plaques d'émail peint de Limoges ornent les quatre faces, chacune représentant une scène du Nouveau Testament : les Saintes Femmes au tombeau, Jésus devant Caïphe, la Crucifixion, la Déploration.